# Shouting Fire: Stories from the Edge of Free Speech

Shouting Fire: Stories from the Edge of Free Speech est un film documentaire américain réalisé par Liz Garbus, sorti en 2009.
Le film traite de la liberté de parole et du Premier amendement aux États-Unis.
On y voit largement Martin Garbus, avocat proéminent dans la défense du premier amendement, qui parle des états passés et présents de la liberté de parole aux États-Unis, notamment de l'affaire Ward Churchill. Ce professeur d'études ethniques de l'Université du Colorado a été licencié peu de temps après le 11-Septembre pour avoir publié un essai controversé sur ces attaques.

## Source de la traduction
- (en) Cet article est partiellement ou en totalité issu de l’article de Wikipédia en anglais intitulé « Shouting Fire: Stories from the Edge of Free Speech » (voir la liste des auteurs).